# Tenagodus
Tenagodus là một chi ốc biển, là động vật thân mềm chân bụng sống ở biển trong họ Siliquariidae.

## Các loài
Các loài trong chi Tenagodus gồm có:
- Tenagodus anguinus (Linnaeus, 1758)[3]
- Tenagodus barbadensis Bieler, 2004[4]
- Tenagodus cumingii (Mörch, 1861)[5]
- Tenagodus modestus (Dall, 1881)[6]
- Tenagodus obtusus (Schumacher, 1817)[7]
- Tenagodus ponderosus (Mörch, 1861)[8]
- Tenagodus senegalensis (Récluz in Mörch, 1860)[9]
- Tenagodus squamatus (Blainville, 1827)[10]